# Нензотаяха (впадает в Обскую губу)
Нензотаяха  (также Нензота-Яха) — река в России, протекает по Ямало-Ненецкому АО. Длина реки составляет 120 км. Площадь водосборного бассейна — 983 км². 
Река вытекает из заболоченной местности к югу от небольшого озера Нензотаяхамал в северо-восточной части полуострова Ямал на высоте более 16 м над уровнем моря. В верховьях и в среднем течении течёт по тундровой местности в южном направлении, ближе к устью поворачивает на юго-восток и течёт почти параллельно реке Тамбей. Активно меандрирует. В бассейне находится большое число некрупных озёр. Русло участками заболочено, а берега обрывистые. В нижнем течении протока Нензотаюн образует речной остров, в центре которого находится озеро Сидяпамялохото. Впадает несколькими рукавами с запада в Обскую губу в 12 км к юго-западу от устья реки Тамбея. Перед устьем ширина реки составляет 312 м, а глубина — 4 м. Скорость течения в низовьях — 0,2 м/с, перед устьем река испытывает приливо-отливные течения.
Основные притоки — Суюлаяха, Хайямбейяха, Еръяха и Хайвэдавэваяха.

## Данные водного реестра
По данным государственного водного реестра России относится к Нижнеобскому бассейновому округу, водохозяйственный участок — реки западного участка бассейна Обской губы, речной подбассейн реки — Обь ниже впадения Северной Сосьвы. Речной бассейн реки — (Нижняя) Обь от впадения Иртыша.
Код объекта в государственном водном реестре — 15020300312115300043174.